# 薩加莫爾 (麻薩諸塞州)
薩加莫爾（英語：Sagamore）是位於美國麻薩諸塞州巴恩斯特布爾縣的一個普查規定居民點。

## 人口
根據2020年美國人口普查的數據，薩加莫爾的面積為9.09平方千米，當中陸地面積為8.62平方千米，而水域面積為0.46平方千米。當地共有人口3851人，而人口密度為每平方千米423.65人。